# Прибужье (платформа)
«Прибужье»  — остановочный пункт, расположенный в Брестской области, Белоруссия.
Железнодорожная платформа находится между станциями Мотыкалы и Брест Северный.